# Antoine Galland
Antoine Galland (Rollot, 4 april 1646 - Caen, 17 februari 1715) was een Frans archeoloog, arabist en oriëntalist, die het Nabije Oosten bereisde en als eerste Europeaan de vertellingen van Duizend-en-een-nacht vertaalde.

## Biografie
Galland werd geboren in Rollot. Na zijn school in Noyon studeerde hij Grieks en Latijn in Parijs, waar hij ook Arabisch leerde. Vanwege zijn uitstekende kennis van het Grieks werd Galland in 1670 verbonden aan de Franse ambassade in Constantinopel (thans Istanboel). In 1673 reisde hij door de Levant, waar hij een groot aantal inscripties kopieerde. Galland keerde terug naar de regio in 1677 en 1679. Tijdens zijn langdurige verblijf verwierf hij een grondige kennis van de Arabische, Turkse en Perzische talen en literatuur, wat hem bij zijn laatste terugkeer naar Frankrijk in staat stelde waardevolle hulp te bieden aan Melchisédech Thévenot, de bewaarder van de koninklijke bibliotheek, en aan Barthélemy d'Herbelot de Molainville.
Toen de laatstgenoemde in 1695 overleed, ging Galland verder met zijn Bibliothèque orientale, een enorm handboek met informatie over de islamitische cultuur. Deze werd in 1697 gepubliceerd en werd gezien als een belangrijke bijdrage aan de Europese kennis over het Midden-Oosten. In diezelfde periode publiceerde Galland een aantal archeologische werken, vooral op het gebied van numismatiek, en een vertaling uit een Arabisch manuscript, De l'origine et du progrès du café. Deze werken verschenen in 1795 in een Engelse vertaling.
In 1709 werd Galland benoemd tot voorzitter van het Arabisch aan het Collège de France. Hij bleef de taken van deze post vervullen tot aan zijn dood.
Gallands dagboek werd in 1881 gepubliceerd.

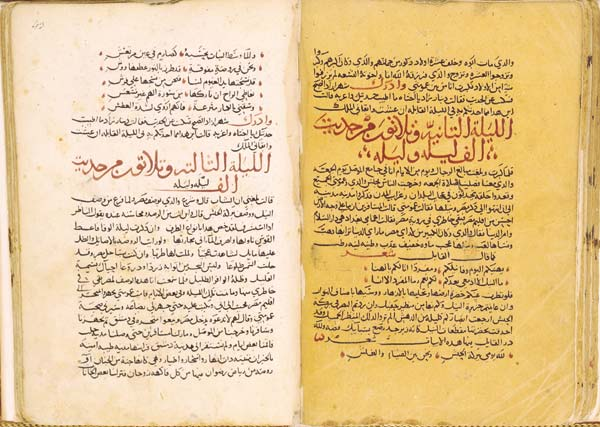
Arabisch manuscript van Duizend-en-een-nacht, waarschijnlijk 14e-eeuws.

## Duizend-en-een-nacht
Vanaf de 18e eeuw begon Galland met het vertalen van de vertellingen van Duizend-en-een-nacht. Zijn versie, Les mille et une nuits getiteld, verscheen in twaalf delen tussen 1704 en 1717, nadat in 1701 de vertaling van het verhaal van Sinbad de Zeeman al was gepubliceerd. Het was van grote invloed op de latere houdingen ten opzichte van de islamitische wereld. 
De oorsprong van enkele van de beroemdste verhalen wordt omringd door mysterie. Er zijn bijvoorbeeld geen Arabische manuscripten van Aladin en de wonderlamp en Ali Baba en de veertig rovers, die dateren van vóór de vertaling van Galland. De vertaler had mogelijk op zijn beurt de verhalen gehoord en genoteerd.
Ook paste Galland zijn vertaling aan naar de smaak van die tijd. Hij wilde zich graag conformeren aan de literaire canons. Doordat Galland veel in de teksten sneed en dus passages achterwege liet, zijn critici van mening dat zijn vertalingen het oosterse origineel niet vertegenwoordigen. Zij verwijten Galland niet tekstgetrouw te zijn geweest.
Ondanks dat er inmiddels betere vertalingen bestaan, is de versie van Galland veruit het best gelezen en is het nog altijd de standaard Franse vertaling.

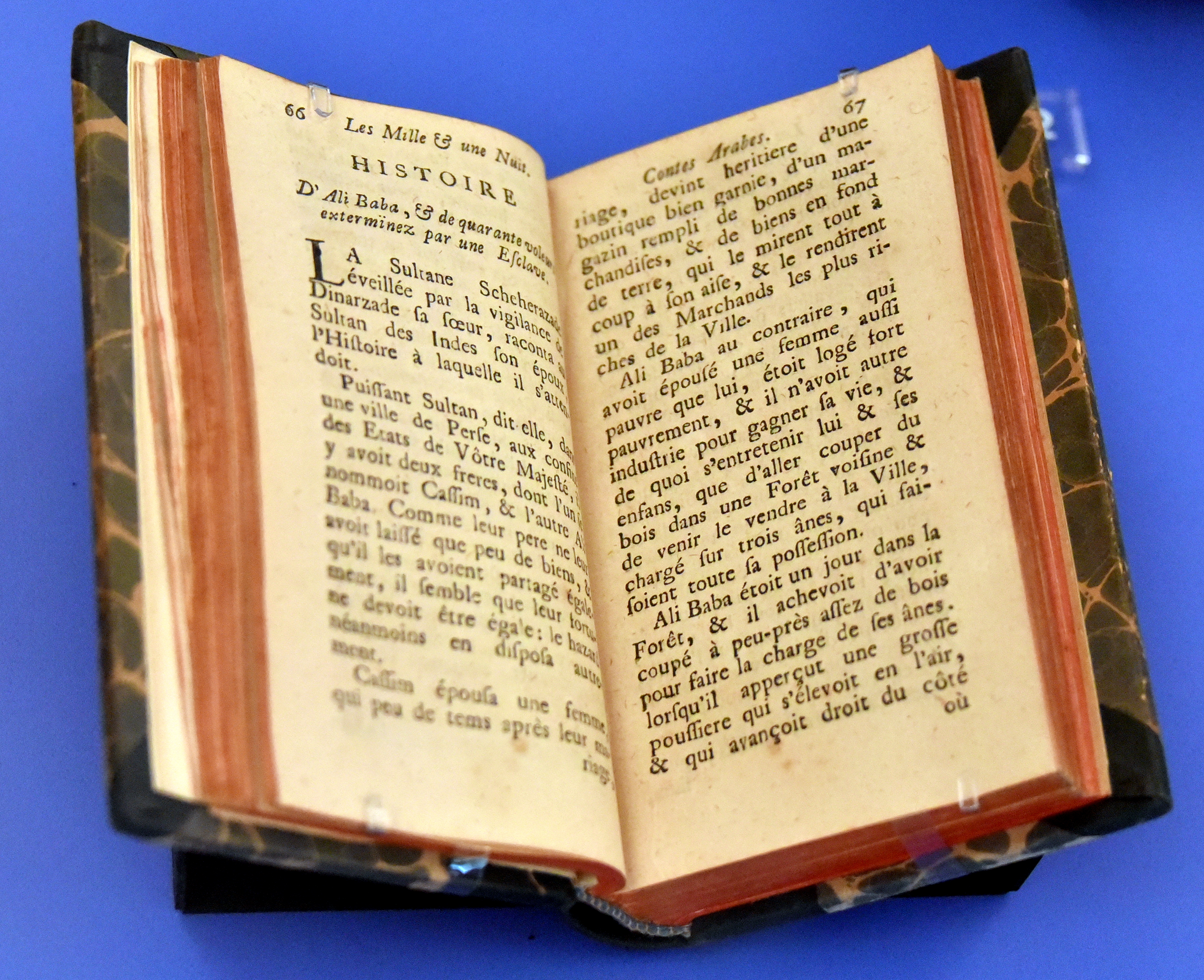
De eerste Europese editie van Les Mille et une Nuits door Antoine Galland.

## Werken
- Les paroles remarquables, les bons mots et les maximes des Orientaux, S. Benard, 1694
- Contes et fables indiennes, de Bidpaï et de Lokman; traduites d'Ali-Tchelebi ben Saleh, auteur turc
- Histoire de l'esclavage d'un marchand de la ville de Cassis, à Tunis, La Bibliothèque, L'écrivain voyageur
- De l'origine et du progrès du café, La Bibliothèque, coll. L'écrivain voyageur
- Le Voyage à Smyrne, Chandeigne, coll. Magellane, 2000
- Histoire de Noureddin et de la belle persane, 2009
- Histoire d'Aladin ou la lampe merveilleuse
- Les Milles et une Nuits